# Медресе Домулло Хасан
Медресе Домулло Хасан (Домло Хасан, Бозори Алаф) (узб. Domullo Hasan madrasasi) — медресе в историческом центре Бухары (Узбекистан), воздвигнутое в XIX веке в эпоху правления представителей узбекской династии Мангытов. Расположено на улице Мехтар Амбар махалли «Кукалдош».
Архитектурный памятник входит в «Национальный перечень объектов недвижимости материального культурного наследия Узбекистана». В настоящее время является объектом туристического сервиса.
Государственная программа предусматривала капитальное восстановление и реставрацию медресе в 2011 году.